# Lajos Tihanyi
Lajos Tihanyi (Budapest, 29 ottobre 1885 – Parigi, 11 giugno 1938) è stato un pittore e litografo ungherese.
Svolse la sua attività lavorando al di fuori del suo paese di nascita, principalmente a Parigi, in Francia. Dopo essere emigrato nel 1919, non ritornò mai più in Ungheria, nemmeno in visita.

## Biografia
Lajos Tihanyi nacque a Budapest nel 1885 da una famiglia ungherese di origine ebraica. A causa della meningite, egli divenne sordo e muto all'età di undici anni, fattore che limitò notevolmente la sua educazione. Di formazione prevalentemente autodidatta, da giovane fece parte dei cosiddetti "neoimpressionisti" o "neos", mentre in seguito aderì all'influente gruppo di pittori d'avanguardia chiamato "gli Otto" (A Nyolcak), fondato nel 1909 in Ungheria. I membri di tale movimento dipingevano sperimentando stili affini a post-impressionismo, cubismo ed espressionismo, rifiutando il naturalismo del movimento artistico di Nagybánya. Il loro lavoro rivestì un'influenza decisiva nello stabilire il modernismo in Ungheria fino al 1918, quando l'esito della prima guerra mondiale e i successivi sconvolgimenti politici sovvertirono il paese.
Dopo la caduta della Repubblica Democratica Ungherese nel 1919, Tihanyi lasciò il proprio paese natale e visse brevemente a Vienna. Si trasferì poi a Berlino per alcuni anni, dove entrò in contatto con molti scrittori e artisti emigrati ungheresi come Gyorgy Bölöni e il giovane Brassaï. Nel 1924 Tihanyi e numerosi altri artisti si trasferirono a Parigi, città in cui egli rimase per il resto della sua vita. A Parigi Tihanyi si spostò progressivamente verso stili più astratti nelle proprie composizioni. Morì nel 1938 di meningite.
I suoi dipinti e litografie sono conservati dalla Galleria Nazionale Ungherese, dal Musée d'Art Moderne de la Ville de Paris e dal Brooklyn Museum of Art di New York, oltre che da altre istituzioni di minor rilievo e da collezionisti privati. Con il ricorrere del centenario della prima mostra degli Otto, Tihanyi venne presentato in cinque mostre a partire dal 2004: in particolare si segnalano quelle tenute nel 2010 e nel 2012 in Ungheria e Austria.